# 疱疹性咽峡炎
疱疹性咽峡炎也称为口腔水泡，是由克沙奇病毒引起的一种令病患感到痛苦的口腔感染。通常，疱疹性咽峡炎是由克沙奇病毒A的一种特定毒株引起的， 但也可能也由柯萨奇病毒B或埃可病毒引起。 大多数疱疹性咽峡炎发生在夏季， 主要影响儿童。不過它偶尔也会发生在青少年和成人身上。它于1920年首次被定性。 